# 薛寶釵
薛寶釵是中国古典名著《红楼梦》的女主角之一，在脂砚斋披露的后文中与广泛通行的續本中均為贾宝玉的妻子。薛寶釵的人物形象一直多有爭議。自程/高百二十回本問世以來，擁薛者少，貶薛者多。
薛寶釵體態豐豔，才情亦高，為人親和圓融，心思細膩，在賈府眾多下人中，比多情敏感的林黛玉受歡迎得多，也深得賈母喜愛；住在蘅蕪苑，占花名籤得牡丹，獲贊「群芳之冠」。在海棠詩社別號蘅蕪君，因其在大觀園的住處名為蘅蕪院。蘅蕪院前香草遍布，卻有一大玲瓏山石將所有房屋悉遮住，房內宛若雪洞般樸素冰冷。加諸小說對於寶釵衣妝淡雅、服「冷香丸」、姓「薛（雪）」等描寫，都可看作是對其“冷”的個性的暗示。
薛寶釵舉止嫻雅，博學多才，人情達練，受到賈府上下一致好評。曹雪芹用群芳之冠的牡丹比喻寶釵，借牡丹之簽語暗指薛寶釵「艷冠群芳」。她戴有一僧一道點化、鏨有「不離不棄，芳齡永繼」的金鎖，與賈寶玉刻有「莫失莫忘，仙壽恆昌」的通靈寶玉在一起寓意金玉良緣。與之相對的「木石前盟」，即賈寶玉與林黛玉的姻緣。而《紅樓夢》作者對於金玉良緣和木石前盟的態度可參見第五回中的詩歌《終身誤》[5]，「都道是金玉良姻，俺只念木石前盟。空對著，山中高士晶瑩雪；終不忘，世外仙姝寂寞林。嘆人間，美中不足今方信。縱然是齊眉舉案，到底意難平。」這首詩裡晶瑩雪（即薛）是指薛寶釵，而作者通過這首詩，已經點出紅樓夢的結局，也就是賈寶玉與薛寶釵在一起的終身誤：「到底意難平」。

## 外貌
根據書中薛寶釵之種種形象，可知其是體態豐滿，肌骨瑩潤，凝脂酥臂。
第八回描述她是：“頭上挽著漆黑油光的䰖兒，蜜合色棉襖，玫瑰紫二色金銀鼠比肩褂，蔥黃綾棉裙，一色半新不舊，看去不覺奢華。唇不點而紅，眉不畫而翠，臉若銀盆，眼如水杏。罕言寡語，人謂藏愚；安分隨時，自云守拙。”
第二十八回寫道：“可巧宝钗左腕上笼着一串，见宝玉问她，少不得褪了下来。宝钗生得肌肤丰泽，容易褪不下来。宝玉在旁看着雪白一段酥臂，不觉动了羡慕之心……再看看宝钗形容，只见脸若银盆，眼似水杏，唇不点而红，眉不画而翠，比黛玉另具一种妩媚风流，不觉就呆了。”
第三十一回寫道：“怪不得他们拿姐姐比杨妃，原也体丰怯热。”

## 住所
初到榮國府時，薛寶釵住在梨香院。第七回後搬進大觀園蘅蕪苑。杜若、蘅蕪兩者都為香草的一種，使人想到楚辭《離騷》裡，屈原總是佩戴香草香花。
書中關於蘅蕪苑的描寫：「只見許多異草，或有牽藤的，或有引蔓的，或垂山嶺，或穿石腳，甚至垂簷繞柱，縈砌盤階，或如翠帶飄搖，或如金繩蟠屈，或實若丹砂，或花如金桂，味香氣馥」。「進了房屋，雪洞一般，一色玩器全無，案上只有一個土定瓶中供著數枝菊花，並兩部書，茶奩茶杯而已。床上只吊著青紗帳幔，衾褥也十分樸素。」
後來史湘雲的叔叔遷任外省大員，賈母將湘雲也接到大觀園，與寶釵同住蘅蕪苑。
第七十四回抄檢大觀園後，薛寶釵搬出了大觀園。

## 人際
在《紅樓夢》第三十二回中，寶釵拿出自己的衣服給金釧送終，對王夫人說“我從不計較這些”。第四十五回中，黛玉嘆道：「你素日待人，固然是極好的；然我最是個多心的人，只當你藏奸。從前日你說看雜書不好，又勸我那些好話，竟大感激你。往日竟是我錯了，實在誤到如今……」其警言黛玉盡量少閱《西厢记》等雜書，實是藉此保護黛玉，並自此開始送燕窩與病黛玉。此後黛玉不計前嫌，與寶釵交好。以及寶釵暗自幫助湘雲種種、第五十七回救濟邢岫煙等段落，也是寶釵之善。
雖然寶釵有善的一面，但人們對她更深的印象是“冷”。第三十回寶玉將她比作楊妃，她“不由得大怒”，但卻沒有任何感情的流露，而是冷靜地用話語戳中了寶玉、黛玉的心病；第二十七回撲蝶後偷聽小紅和墜兒對話，被發現時推託尋黛玉以“金蟬脫殼”；第四十回席上劉姥姥逗得眾人大笑，人人都有生動的神態描寫，唯獨她沒有；七十四回抄檢大觀園後感到自己形勢不利，竟迅速低調地搬出了大觀園；以及在尤三姐自刎、柳湘蓮出家等重大事件發生後她的反應，無不體現出其性格之“冷”。
薛宝钗为人深思熟虑，其每一行为都代表着封建貴族女性，所走的每一步幾乎都是为了以后做打算。

## 冷香丸
薛寶釵長期服用癩頭和尚給的藥方“冷香丸”来压抑“打娘胎裡帶出的一股熱毒”，實則隱含寶釵壓抑性情及情感的人格特質。脂硯齋對冷香丸的批語為「歷著炎涼，知著甘苦，雖離別亦能自安，故名曰冷香丸」。此批語的意思是，薛寶釵本不歷炎涼，不知甘苦，離別不能自安，因而需要使用冷香丸。這裏已經明喻薛寶釵侵略者（即滿清）的本質。
紅樓夢第七回寫道：「不用這方還好，若用這方，真真把人瑣碎死。要春天開的白牡丹花蕊十二兩，夏天開的白荷花蕊十二兩，秋天開的白芙蓉蕊十二兩，冬天開的白梅花蕊十二兩。將這四樣花蕊于次年春分這一天曬乾，和在末藥一處，一齊研好，又要雨水這日的天落水十二錢，白露這日的露水十二錢，霜降這日的霜十二錢，小雪這日的雪十二錢，把這四樣水調勻了，製成龍眼大的丸子，盛在舊磁壇裏，埋在梨花樹底下。若發病的時候，拿出來吃一丸，用一錢二分黃柏湯送下。」
冷香丸的配方也經過作者精心安排。春夏秋冬代表時間的歷練，牡丹、荷花、芙蓉、梅花皆有高潔孤傲、純淨堅貞的含義，花蕊則代表天地的精華養分，白色指純凈無暇。春分、雨水、白露、小雪代指自然界的磨礪與洗禮，蜂蜜、白糖、黃柏則象徵人生的甘苦。總體寓意薛寶釵歷盡世態炎涼，嘗遍人間甘苦，以修煉超越自我情執的冷靜透徹。
有現代人指出，薛寶釵的病其實是過敏性哮喘。其實，《紅樓夢》一書中對薛寶釵的病不是實寫，而是虛寫，此病並不是真的疾病。而薛寶釵也從未因此種「熱毒」有過任何的症狀。用現實中的哮喘疾病去曲解薛寶釵的「熱毒」是一種非常低級和可笑的理解方式。此類的想法完全是看不懂古典小說的外行所為。 

## 判詞曲文
可歎停機德，堪憐詠絮才。玉帶林中掛，金簪雪里埋。
都道是金玉良緣，俺只念木石前盟。空對著，山中高士晶瑩雪；終不忘，世外仙姝寂寞林。嘆人間，美中不足今方信。縱然是齊眉舉案，到底意難平。——《終身誤》

## 结局
警幻曲暗示寶玉與寶釵成親，但寶玉只懷念黛玉，雖然寶釵有如山中高士，和寶玉也有如舉案齊眉般相互尊敬，但寶玉心中依然不平，只能空對寶釵。但根据第八回题诗：「古鼎新烹凤髓香，那堪翠斝贮琼浆。莫言绮縠无风韵，试看金娃对玉郎。」宝玉与宝钗的婚后感情也并非冷淡。
周汝昌《紅樓夢新證》中記載了所謂十大“舊時真本”，其中關於寶釵的結局分別有未嫁寶玉守寡；榮寧籍沒後早卒；淪落教坊；難產而卒等說法。
從劉姥姥講的笑話來看，在抄家之後生活極為困苦，甚至需要靠偷柴火取暖，所以亦有凍死的說法。另外從金釧說的「金簪子掉在井裡頭——有你的只是有你的」，亦有說法薛寶釵最後是投井自殺。

## 灯谜
「更香」（戚序本、庚辰本）
朝罢谁携两袖烟，琴边衾里总无缘。晓筹不用鸡人报，五夜无烦侍女添。焦首朝朝还暮暮，煎心日日复年年。光阴荏苒须当惜，风雨阴晴任变迁。
「竹夫人」（程印本、甲辰本）
有眼无珠腹内空，荷花出水喜相逢，梧桐叶落分离别，恩爱虽浓不到冬。

## 丫鬟
- 鶯兒：本名黃金鶯，擅長編織。主要情節見第八回、第三十五回、第五十九回。
- 文杏：見於第二十九回去清虛觀打醮出門上車時。

## 影視作品
| 飾演的演員     | 影視作品                                         |
| 王丹凤         | 1944年電影《紅樓夢》                             |
| 吕瑞英         | 1962年越剧电影《红楼梦》                         |
| 呂有慧         | 1975年無線電視《红楼梦》                         |
| 米雪           | 1977年佳藝電視《红楼梦》                         |
| 米雪           | 1977年邵氏《金玉良緣紅樓夢》                     |
| 张莉           | 1987年央視《红楼梦》                             |
| 傅艺伟         | 1989年北影《红楼梦》                             |
| 鄒琳琳         | 1996年華视《红楼梦》                             |
| 金靜           | 2007年越剧电影《红楼梦》                         |
| 李沁、白冰     | 2010年北京衛視《红楼梦》                         |
| 邓莎           | 2009年电视剧《黛玉传》                           |
| 周姮吟         | 2011年非常林奕華舞台劇《賈寶玉》                 |
| 钟熠璠         | 2017年湖南衛視《小戏骨：红楼梦之刘姥姥进大观园》 |
| 莊芷茵（法子） | 2020年 音樂劇 《紅樓夢想》                       |

## 延伸閱讀
- 三联生活周刊：《薛宝钗的“完美”人格 （页面存档备份，存于）》